# Aleksandr Dokhlyakov
Aleksandr Dmitriyevich Dokhlyakov (em russo:  Александр Дмитриевич Дохляков; nascido em 26 de janeiro de 1942) é um ex-ciclista soviético.
Competiu na prova de contrarrelógio nos Jogos Olímpicos da Cidade do México 1968 e terminou em nono lugar com a equipe soviética.